# Bakhtawar Pur
Bakhtawar Pur es una ciudad censal situada en el distrito de Delhi noroeste,  en el territorio de la capital nacional,  Delhi (India). Su población es de 12716 habitantes (2011). 

## Demografía
Según el censo de 2011 la población de Bakhtawar Pur era de 12716 habitantes, de los cuales 6796 eran hombres y 5920 eran mujeres. Bakhtawar Pur tiene una tasa media de alfabetización del 83,11%, inferior a la media estatal del 86,21%: la alfabetización masculina es del 89,24%, y la alfabetización femenina del 76,21%.